# Psimolófou
Psimolófou (grec moderne : Ψιμολόφου) est une commune de Chypre, située au sud-ouest de Nicosie. 